# Ulota bellissima
Ulota bellissima är en bladmossart som beskrevs av Bescherelle 1892. Ulota bellissima ingår i släktet ulotor, och familjen Orthotrichaceae. Inga underarter finns listade i Catalogue of Life.